# Vejvanovice
Vejvanovice jsou obec v okrese Chrudim v Pardubickém kraji. Leží deset kilometrů jihozápadně od Pardubic, šest kilometrů severovýchodně od Chrudimi a tři kilometry severozápadně od Hrochova Týnce. Žije zde 307 obyvatel. Obcí protéká potok Ježděnka, která se pod obcí vlévá do říčky Novohradky. Železniční zastávka trati Chrudim – Moravany je umístěna na kraji obce ve směru na Úhřetice. Obě obsluhované autobusové zastávky (trasy Chrast – Pardubice a Chrudim – Hrochův Týnec), jsou ve středu obce (Vejvanovice a Vejvanovice, prodejna).

## Historie
První písemná zmínka o obci pochází z roku 1167.

## Obyvatelstvo
| Rok            | 1869 | 1880 | 1890 | 1900 | 1910 | 1921 | 1930 | 1950 | 1961 | 1970 | 1980 | 1991 | 2001 | 2011 | 2021 |
| -------------- | ---- | ---- | ---- | ---- | ---- | ---- | ---- | ---- | ---- | ---- | ---- | ---- | ---- | ---- | ---- |
| Počet obyvatel | 407  | 446  | 443  | 439  | 516  | 484  | 478  | 374  | 361  | 358  | 298  | 275  | 294  | 292  | 287  |
| Počet domů     | 54   | 57   | 60   | 59   | 64   | 66   | 87   | 102  | 93   | 86   | 87   | 99   | 98   | 105  | 111  |

## Obecní správa
V letech 1869–1911 Vejvanovice byly součástí samosprávné jednotky "spojené obce Úřetice a Vejvanovice". Od roku 1911 jsou Vejvanovice samostatnou obcí.

### Obecní symboly
Znak a vlajka byly obci uděleny rozhodnutím předsedy Poslanecké sněmovny Parlamentu České republiky dne 19. ledna 2007.

## Pamětihodnosti
- Kostel Nanebevzetí Panny Marie
- Fara z roku 1724, barokní, patrová - byla zbořena za minulého režimu (po roce 1986?).
- Kaplička z roku 2003 – nahradila původní kapličku z roku 1860 (?), která byla za minulého režimu zbourána.
- Zemědělský statek – původně zámek z konce 17. století, přestavěný na chlévy a sýpku ve 20. letech 19. století.

## Vybavenost obce
V obci je zřízena základní škola (první stupeň), funguje zde obchod, k dispozici je také sportovní areál (tzv. "Sokolovna") s dětským hřištěm, hřištěm na volejbal a malým fotbalovým hřištěm.
V roce 2015 byla dokončena rekonstrukce bývalé hospody u Kubíků (dnes se jí říká "stará" nebo "obecní" hospoda), která nyní slouží jako kulturní dům k obecním i soukromým akcím.
V blízkosti Novohradky byla vybudována asfaltová polní cesta dlouhá téměř 900 metrů, hojně využívaná inline bruslaři. Podél této cesty i na obou březích řeky Novohradky bylo v rámci pozemkových úprav v roce 2005 provedeno zatravnění a výsadby dřevin v rámci vybudování regionálního biokoridoru č. 1346. V roce 2020 vybudovala obec u řeky také venkovní posilovnu.
Bývalé koupaliště slouží jak jako požární nádrž tak i pro rekreační rybolov.
V roce 2025 byla dokončena realizační etapa akce "Prvky zeleně v k. ú. Vejvanovice", hrazené z Operačního programu Životní prostředí. Bylo vysázeno 50 neovocných a 79 ovocných dřevin a stovky keřů, založen travnatý pás s pěšínou mezi poli, vybudována tůň pro obojživelníky a arboristicky ošetřeno 82 stávajících stromů (80 lip, 1 klenu a 1 ořešáku) v obci i v extravilánu.

## Škola
Počátkem 18. století stála ve Vejvanovicích malá, dřevěná a velmi chatrná školní budova. Pro nevyhovující podmínky k výuce bylo na počátku 19. století rozhodnuto o stavbě školy nové. Tehdy školu navštěvovalo kolem 220 žáků.
I tato budova však záhy potřebám školy nestačila a proto se v roce 1883 začalo se zcela novou stavbou. Již v roce 1885 byla škola slavnostně zkolaudována. V 1964 - 1966 proběhla generální oprava celé školní budovy. V této době byla škola čtyřtřídní a navštěvovalo ji přes 100 žáků.
V roce 2020 proběhla kompletní rekonstrukce školní budovy (rozvody, zateplení, výměna střešní krytiny, výměna oken aj.) společně s rozšířením výukových prostor. Díky této rekonstrukci škola od září 2020 slouží pro výuku žáků až do 5. ročníku. V současnosti školu navštěvuje celkem kolem 50 dětí z Vejvanovic i okolních obcí.

## Spolky
V obci aktivně funguje Sbor dobrovolných hasičů a Český svaz žen. Tyto spolky mimo jiné zajišťují pořádání a spolupořádání kulturních akcí pro děti i dospělé.

## Galerie

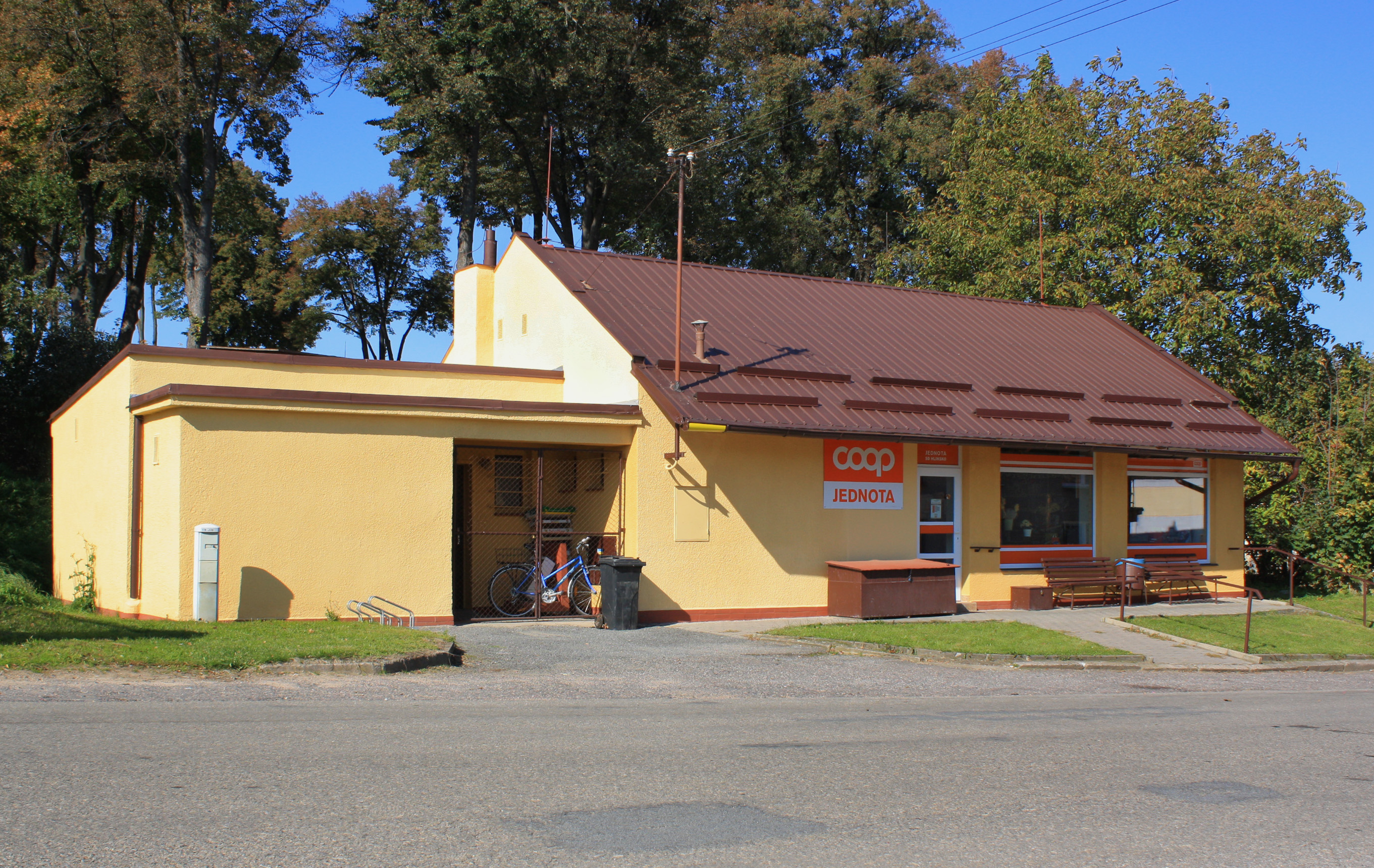
Prodejna
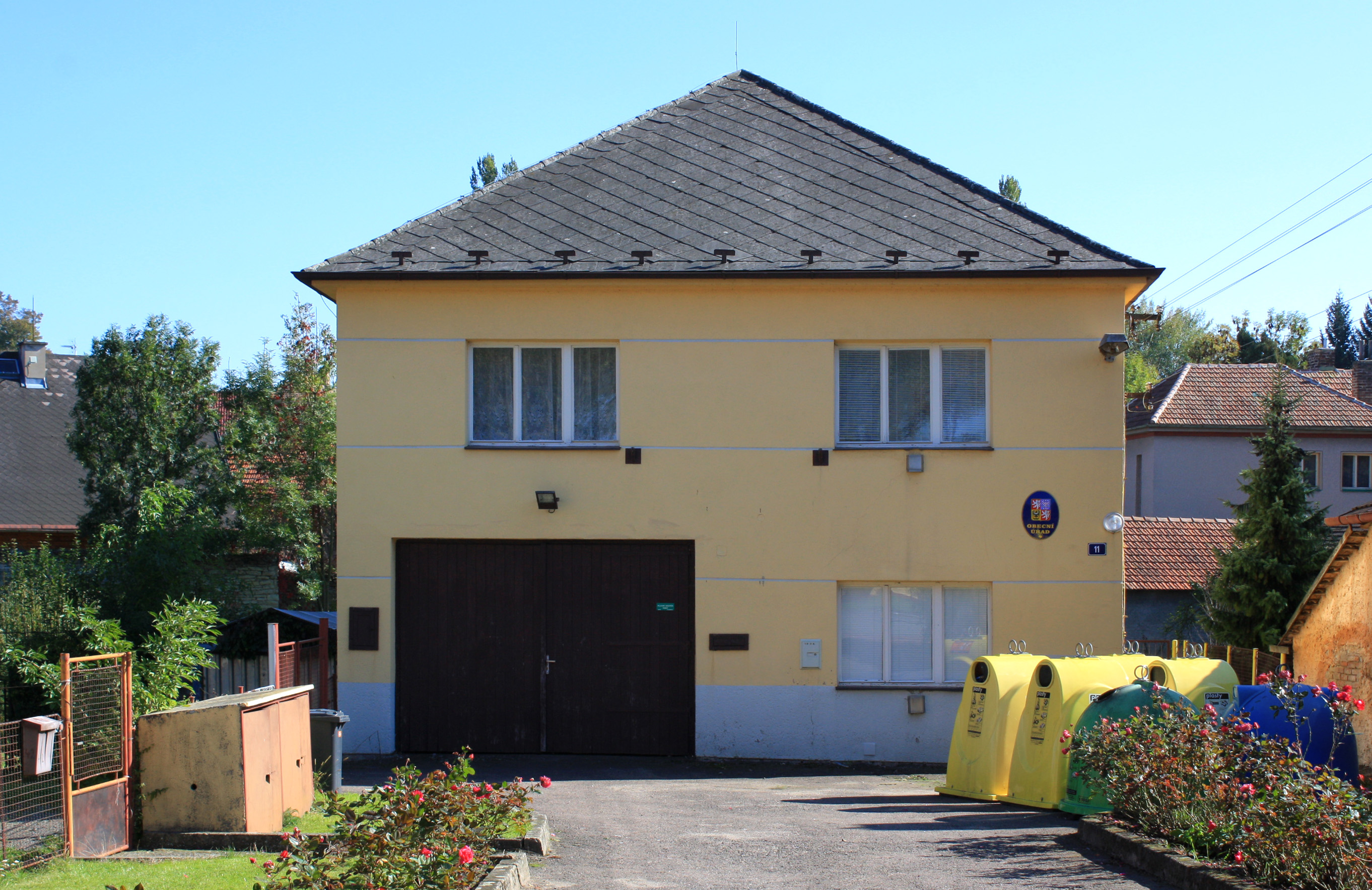
Obecní úřad
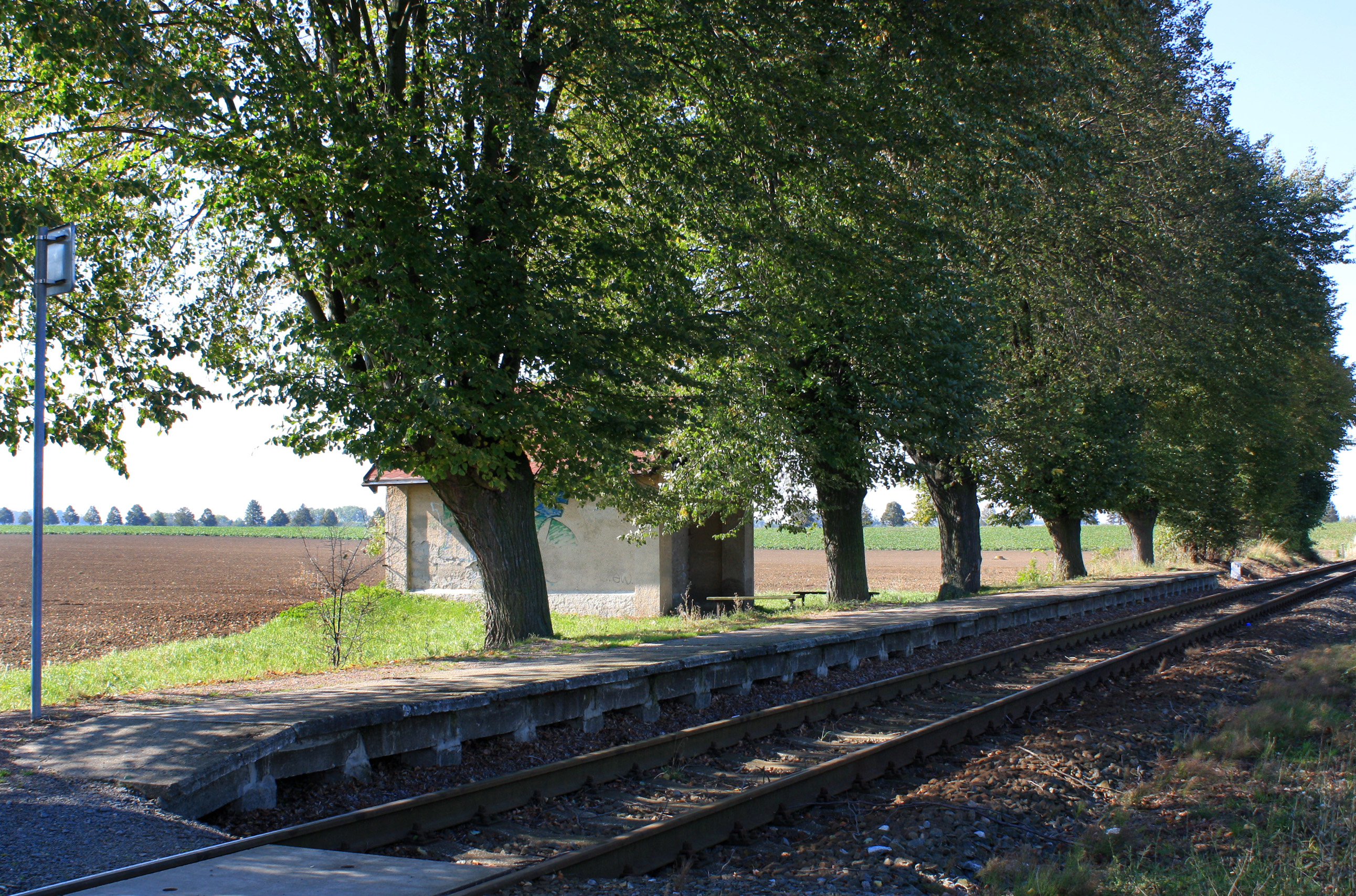
Zastávka na západ od obce
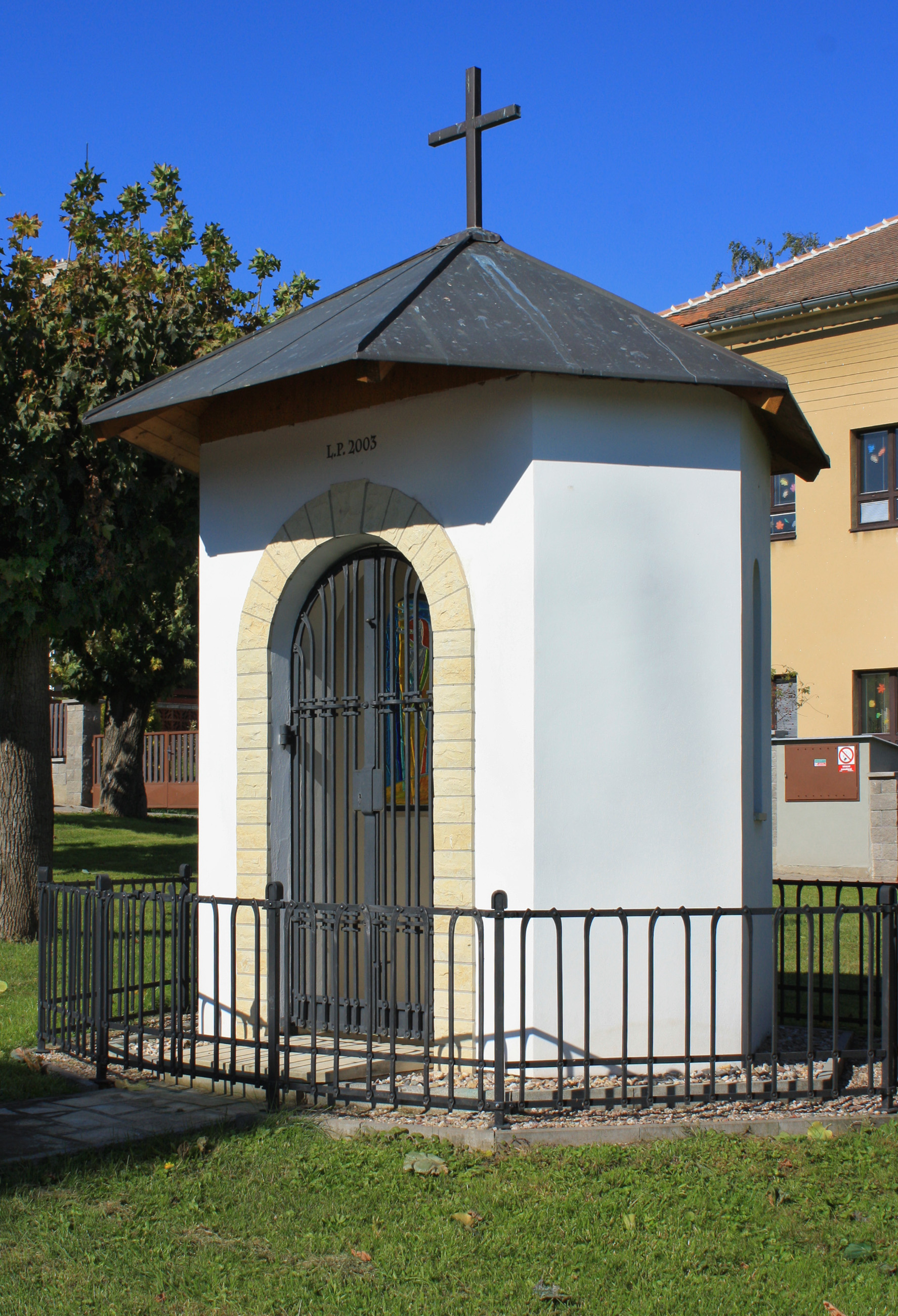
Nová kaplička